# Peter Tiehuis
Peter Tiehuis (* 15. Juni 1956 in Almelo) ist ein niederländischer Jazz- und Fusionmusiker (Gitarre).

## Leben und Wirken
Tiehuis begann im Alter von neun Jahren, klassische Gitarre zu spielen; daneben spielte er bald elektrische Gitarre in verschiedenen Rock- und Soul-Bands. Zwischen 1974 und 1979 erhielt er eine klassische Ausbildung am Twentsch Conservatorium Enschede und eine Jazzausbildung am Koninklijk Conservatorium Den Haag.
Er arbeitete als Studiomusiker und gehörte von 1981 bis 1983 zu den Skymasters. Weiterhin spielte er in Peter Herbolzheimers Rhythm Combination & Brass, Batida, der Chris Hinze Combination sowie Till Brönners Ballad Joint und der Wolfgang Haffner Band. Ab 1996 gehörte er als Mitglied zum Metropole Orkest. Er arbeitete mit Trijntje Oosterhuis, Lee Towers, Toon Roos, Ilse DeLange, Humphrey Campbell, Toots Thielemans, Benny Goodman, Freddie Hubbard, Stan Getz, Lee Konitz, Tania Maria, Al Jarreau, Tina Turner, Chaka Khan, Konstantin Wecker, Charlie Mariano, Vince Mendoza, Mike Stern, Bob Mintzer, den Yellowjackets, Jasper van’t Hof, Elvis Costello, Gino Vannelli, den Brecker Brothers, Pat Metheny, Randy Crawford, George Duke, John Scofield, Herbie Hancock, Steve Vai, Ivan Lins und Ack van Rooyen (90, 2021). 
Ab 2005 gehörte Tiehuis zur Band von Paul Berner. 2007 nahm er mit dem Bassgitarristen Theo de Jong und dem Perkussionisten Bart Fermy das Album Shaman Dance auf. Gemeinsam mit Kontrabassist Frans van der Hoeven und Schlagzeuger Arno van Nieuwenhuize bildete er 2008 das Improvisationstrio Frapear. 2012 spielte er mit Ack van Rooyen und dem New Yorker Poeten Edward Field die Jazz und Lyrik-Produktion Standing Up Together ein. In seinem Quartett Tiehuis 4 arbeitete er mit Karel Boehlee am Keyboard, Theo de Jong am Bass und Jasper van Hulten am Schlagzeug. Weiterhin ist er als Solist mit Fay Claassen und dem Residentie Orkest Den Haag auf dem Album Symphonic Stories (2023) zu hören.
Tiehuis war mehr als 10 Jahren Lehrer an der Amsterdam School of Arts, wo er immer noch Workshops gibt.